# Widugorowszczyzna
Widugorowszczyzna (biał. Відугараўшчына, Widuharauszczyna; ros. Видугоровщина, Widugorowszczina) – wieś na Białorusi, w obwodzie grodzieńskim, w rejonie lidzkim, w sielsowiecie Chodorowce. W 2009 roku liczyła 4 mieszkańców.

## Historia
Według alfabetycznego wykazu miejscowości guberni wileńskiej z 1905 roku okolica liczyła 35 mieszkańców (19 kobiet i 16 mężczyzn) i obejmowała 51 dziesięcin.
W 1921 roku miejscowość miała 34 mieszkańców (17 kobiet i 17 mężczyzn) i znajdowało się w niej 7 zamieszkałych budynków. 33 osoby deklarowały narodowość polską, 1 – białoruską. 31 osób deklarowało przynależność do wyznania rzymskokatolickiego, 3 – do prawosławnego.